# Elimäki
Elimäki este o fostă comună din Finlanda.